# Бібліотека № 132 (Київ)
Бібліотека № 132 Шевченківського району м. Києва.

## Адреса
03190 м. Київ, провулок Зеленого Клину, 8

## Характеристика
Площа приміщення бібліотеки — 270 м², книжковий фонд — 14,2 тис. примірників. Щорічно обслуговує 2,8 тис. користувачів, кількість відвідувань за рік — 13,0 тис., книговидач — 58,0 тис. примірників.

## Історія
Бібліотека заснована у 1981 році.